# Амангельды (Чингирлауский район)
Амангельды (каз. Амангелді) — село в Чингирлауском районе Западно-Казахстанской области Казахстана. Входит в состав Ащысайского сельского округа. Код КАТО — 276637200.

## Население
В 1999 году население села составляло 371 человек (189 мужчин и 182 женщины). По данным переписи 2009 года, в селе проживали 282 человека (154 мужчины и 128 женщин).